# Dorothy Ierne Wilde

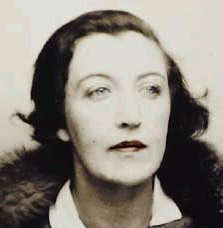
Dolly Wilde, ca. 1925

Dorothy Ierne Wilde, bekannt unter Dolly Wilde (* 11. Juli 1895 in Chelsea, London; † 10. April 1941 ebenda), war eine britische Salonnière, die durch ihre familiären Verbindungen und ihren Ruf als geistreiche Gesprächspartnerin berühmt wurde. Ihr Charme und ihr Humor machten sie zu einem beliebten Gast in den Pariser Salons der Zwischenkriegszeit, wo sie selbst in einer Gesellschaft, die für ihre extravaganten Redner bekannt war, auffiel.

## Leben
Wilde war die Nichte von Oscar Wilde, das einzige Kind von Oscars älterem Bruder Willie und dessen zweiter Frau Sophie Lily Lees. Obwohl Wilde ihren Onkel nie kennenlernte, vergötterte sie ihn weitaus mehr als ihren eigenen Vater, der heftig alkoholkrank war und nur wenige Jahre nach ihrer Geburt starb.
So blieb sie in der Obhut ihrer Mutter und ihres Stiefvaters, des Übersetzers Alexander Teixeira de Mattos, obwohl ihre Mutter zu dieser Zeit „so verarmt war, dass sie es sich nicht leisten konnte, sie zu Hause zu behalten“ und ihre Tochter in ein, wie sie es nannte, „Landkloster“ schickte. Wilde sprach wenig über ihre Kindheit und erzählte nur eine einzige Geschichte. Die Pariser Erzählerin Bettina Bergery berichtete: „Als Dolly noch sehr klein war, nahm sie gerne Zuckerstückchen, tauchte sie in das Parfüm ihrer hübschen Mutter Lily und aß sie.“
1914 reiste sie nach Frankreich, um im Ersten Weltkrieg einen Krankenwagen zu fahren. Etwa 1917 oder 1918, als beide in Paris lebten, hatte sie eine Affäre mit einer ihrer Mitstreiterinnen, der Standard Oil-Erbin Marion "Joe" Carstairs.S. 86
Wilde war lesbisch, obwohl sie mit Erfolg Menschen beiderlei Geschlechts anzog.  Die längste Beziehung, die von 1927 bis zu ihrem Tod andauerte, hatte Wilde mit der offen lesbischen amerikanischen Schriftstellerin Natalie Clifford Barney, die Gastgeberin eines der bekanntesten Pariser Literatursalons des 20. Jahrhunderts war.
Wilde versank in der Pariser Halbwelt der Zwischenkriegsjahre. Zu ihren Freundinnen in der Zeit zählten die Schriftstellerin und Schauspielerin Sidonie-Gabrielle Colette, die amerikanische Malerin Romaine Brooks und die Schriftstellerinnen Renée Vivien und Élisabeth de Gramont. Sie kannte auch Josephine Baker, zu der Zeit Star im Folies Bergère. Aber sie wurde auch selbst eine Berühmtheit. Ihre physische Präsenz, ihr zurückgekämmtes Haar, die Augen und das markante Kinn erinnerten an Oscar Wilde, aber im Gegensatz zu ihm war sie auch auffallend schön. Trotzdem verstand sie es – wie ihr Onkel – mit Worten zu bezaubern. Aus den überlieferten Berichten geht hervor, dass ihre Konversation „witzig, lyrisch, fließend, intim, interessiert, durchdringend und häufig bissig“ war.
Wilde trank bis zum Exzess und war heroinabhängig. Sie unternahm mehrere Entgiftungsversuche, von denen keiner erfolgreich war; aus einem Aufenthalt in einem Pflegeheim ging sie mit einer neuen Abhängigkeit vom Schlafmittel Paraldehyd hervor, das damals rezeptfrei erhältlich war.S. 280–93
1939 wurde bei ihr Brustkrebs diagnostiziert; sie lehnte eine Operation ab und suchte nach alternativen Behandlungsmethoden.S. 269 Im darauf folgenden Jahr, als sich die Deutschen Paris näherten, floh sie nach England. 1941 starb sie im Alter von 45 Jahren an „unbestimmbaren Ursachen“, wie der Gerichtsmediziner feststellte – möglicherweise der Krebs oder eine Überdosis Drogen.S. 37–48 Sie ist auf dem Kensal Green Cemetery in Chelsea beerdigt.
Dolly Wilde wurde von vielen als begabte Geschichtenerzählerin und Schriftstellerin angesehen, aber sie nutzte diese natürlichen Talente nie aus. Sie lebte hauptsächlich von der Großzügigkeit anderer und einer kleinen Erbschaft ihres Stiefvaters; ihre einzigen schriftlichen Arbeiten waren Übersetzungen – oft ohne Anrechnung und unbezahlt – und eine lebhafte Korrespondenz mit ihren Freunden. Die wenigen überlieferten Stücke wurden 1951 privat unter dem Titel In memory of Dorothy Ierne Wilde: Oscaria gedruckt.